# Lucifer (motorfiets)
Lucifer is een historisch merk van motorfietsen.
Mestre et Blatgé, Paris (1928-1935).
Frans merk dat Train-tweetaktmotoren van 98- tot 246 cc gebruikte. Bovendien werden er 248- tot 496 cc MAG- en Chaise-kopkleppers en 498 cc Chaise-OHC-motoren ingebouwd.